# Popowo-Kolonia
Popowo-Kolonia – wieś w Polsce, w województwie wielkopolskim, w powiecie wągrowieckim, w gminie Mieścisko.
Do 2023 miejscowość była częścią wsi Popowo Kościelne.
W latach 1975–1998 Popowo-Kolonia administracyjnie należało do województwa poznańskiego.